# Marshall-Probekörper

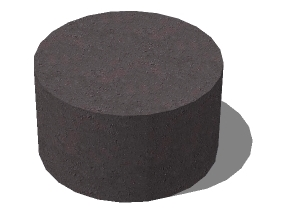
Modell eines Marshall-Probekörpers

Der Marshall-Probekörper (kurz MPK) ist eine Standardprobe zur Untersuchung von Walzasphalt. Er dient unter anderem zur Bestimmung der Raumdichte sowie der Marshall-Stabilität und dem Marshall-Fließwert mit Hilfe des Marshall-Versuches. Aus diesen Kennwerten lässt sich die Qualität des Asphaltmischgutes ermitteln. Das Asphaltmischgut stammt entweder aus einer Mischgutprobe von der Baustelle oder wird eigens im Labor hergestellt.

## Probekörperherstellung
Der Probekörper hat die Form eines Zylinders mit einem Durchmesser von 101,6 ±0,1 mm und einer Höhe von 63,5 ±2,5 mm. Zunächst wird das auf eine bestimmte Temperatur (135 ±5 °C für Asphalt mit Bindemittel ohne Polymere oder 145 ±5 °C für Asphalt mit Bindemittel mit Polymeren) erwärmte Mischgut lose in eine Stahlform gefüllt und im Marshall-Verdichtungsgerät durch je 50 Schläge eines Fallhammers aus 46 cm Höhe auf jede Seite der Probe verdichtet. Der daraus entstandene MPK wird, nachdem er auf etwa Raumtemperatur abgekühlt ist, ausgeformt.

## Raumdichtebestimmung
Zur Bestimmung der Raumdichte wird zuerst die Höhe der MPK überprüft und wenn diese der Norm entsprechen, werden die MPK dreimal gewogen. Zunächst trocken, danach unter Wasser, danach der kurz abgetropfte Probekörper. So kann man das Volumen bestimmen und daraus die Raumdichte. Dieser Vorgang entspricht dem Archimedischen Prinzip.